# Lista de partidos políticos das Ilhas Salomão
Este artigo lista partidos políticos nas Ilhas Salomão.
Ilhas Salomão tem um sistema multipartidário com numerosos partidos políticos.

## Cultura política
Na maioria das eleições, nenhum partido obteve a maioria absoluta dos assentos e, portanto, geralmente os partidos precisam trabalhar uns com os outros para formar o governo de coalizão. A única exceção é a eleição de 1989, quando o Partido da Aliança Popular (PAP), liderado por Solomon Mamaloni, obteve a maioria absoluta. No entanto, no final de 1990, Mamaloni se separou do PAP e continuou a governar em um governo de coalizão até a eleição de 1993.
Muitos partidos são estabelecidos imediatamente antes de uma eleição e a maioria tem vida curta. Alguns não conseguirão representação parlamentar e se dissolverão dentro de um ano. Outros conseguirão representação parlamentar, mas, tendo cumprido seu propósito, serão descartados.
Os partidos políticos mais duradouros nas Ilhas Salomão são os PAP e o Partido Unido das Ilhas Salomão, fundado em 1979 e 1980, respectivamente. O PAP liderou três governos e esteve em coalizão em pelo menos mais três. O Partido Unido liderou dois governos nos anos 80, mas sua representação diminuiu nos últimos anos e, depois de 2006, deixou de ter representantes parlamentares.

## Partidos políticos ativos (2006–10)
- Partido Democrata (2006–, fundado por Matthew Wale)
- Partido Nacional (Nasnol Pati, c.1997–, fundado por Francis Billy Hilly)
- Partido da Aliança Popular (PAP, 1979–, fundado por Solomon Mamaloni e David Kausimae através da fusão do Partido do Progresso do Povo de Mamaloni e do Partido da Aliança Rural de Kausimae)
- Partido para o Avanço Rural das Ilhas Salomão (2006–, fundado por Job Dudley Tausinga e Gordon Darcy Lilo)
- Partido Liberal das Ilhas Salomão (1988–, fundado por Bart Ulufa'alu)
- Associação de Membros Independentes (AIM, c.2001–, fundado por Tommy Chan)
- Partido Unido das Ilhas Salomão (SIUP, 1980–, fundado por Peter Kenilorea)

## Partidos criados antes das eleições de 2010
- Partido do Desenvolvimento Direto (co-fundado pelo ex-diretor do SICHE, Dick Ha’amori, e o jornalista e ex-parlamentar, Alfred Sasako)
- Partido das Ilhas Salomão das Novas Nações (fundado por empresário Belani Tekulu)
- Partido do Congresso do Povo das Ilhas Salomão (fundado por Vice-adjunto cessante,, Fred Fono)
- Reforma do Partido Democrático das Ilhas Salomão (RDP-SI, fundado por ex-MP e ministro Danny Philip)
- Partido Popular do Congresso Rural (fundado por Rev. Milton Talasasa)
- Partido da Propriedade, da Unidade e da Responsabilidade (Nosso partido, co-fundado por ex-PM Manasseh Sogavare e sete outros deputados)
- Partido da Federação Popular (fundado pelo ex-oficial de relações exteriores Rudolf Henry Dorah; o presidente do partido é Clay Forau Soalaoi, membro do parlamento cessante do Temotu Vatud)
- Partido Autônomo dos Islandês dos Salomão (ASIP, co-fundado por ex-políticos Jackson Sunaone e Denis Lulei)
- Partido dos Doze Pilares para a Paz e Prosperidade (TP4, fundado por Delma Nori)
- Partido de Ação do Poder Popular (fundado por ex-prefeito de Honiara, Robert Wales Feratelia)
- Partido Político Rural e Urbano (RUPP) (co-fundado por saída Ministro das Terras, Samuel Manetoali (Presidente) e MP de saída para a South Vella La Vella, Trevor Olavae))
- Partido Progressista Cristão (CPP)

## Ex-partidos políticos
- Partido da Aliança Cristã (2005–06, fundado por Edward Ronia)
- Partido Lafari (2005–06, fundado por John Garo)
- Partido do Crédito Social das Ilhas Salomão (SoCred, 2006–10, fundado por Manasseh Sogavare)
- Salomão Uma Nação (2005–06, fundado por Francis Orodani)
- Salomão Primeiro (2005–06, fundado por David Kwan)
- Partido Progressista Popular (PPP, 2001–06, fundado por Manasseh Sogavare)
- Partido Nova Salomões (c. 1997)
- Partido da Aliança Cristã das Ilhas Salomão
- Liderança Cristã e Grupo de Companheirismo (1993–97, fundado por Rev Michael Maeliau)
- Partido Nacional da Reconciliação e Unidade das Ilhas Salomão (SINURP, 1994–97, fundado por Solomon Mamaloni enquanto ele era primeiro-ministro, depois que ele se separou do PAP)
- Partido de Ação Nacional das Ilhas Salomão (NAPSI, 1993–97, fundado por Francis Saemala)
- Partido Trabalhista das Ilhas Salomão (1988–, fundado por Joses Tuhanuku)
- Frente Nacional pelo Progresso (NFP, 1989–97, fundado por Andrew Nori)
- Solomone Ago Sagefanua (SAS, 1984–89, fundado por Sethuel Kelly)
- Partido Rural das Ilhas Salomão, depois Partido da Aliança Rural (SIRAP, 1977–79, fundado por David Kausimae e Faneta Sira)
- Partido Nacional Democrata (NADEPA, 1976–89, fundado por Bart Ulufa'alu)
- Aliança do Partido das Ilhas Salomão Unida (USIPA, 1973–75, fundado por Benedict Kinika)
- Partido do Progresso do Povo (PPP, 1973–75, fundado por Solomon Mamaloni e David Kausimae)
- Partido Trabalhista (1971, fundado por Peter Salaka)
- Partido das Nações Unidas das Ilhas Salomão (SUN, 1968–73, fundado por David Kausimae, Frank Wickham e Bill Ramsey)
- Partido Democrata histórico (1965–67, fundado por Mariano Kelesi e Eric Lawson)
- Partido Democrata Unido (UDP, 1980)